# František Ogurčák

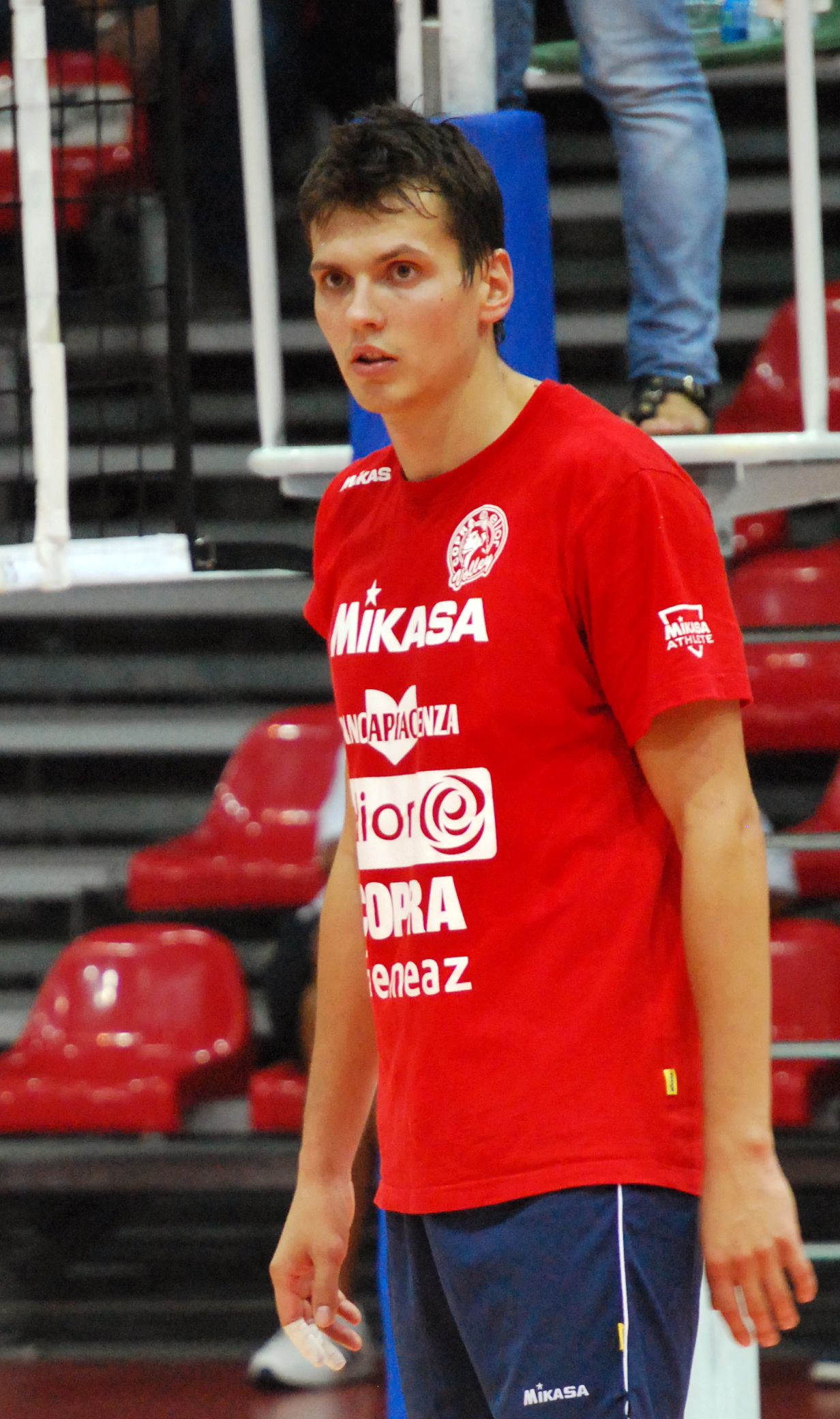
František Ogurčák zawodnikiem Copry Elior Piacenza

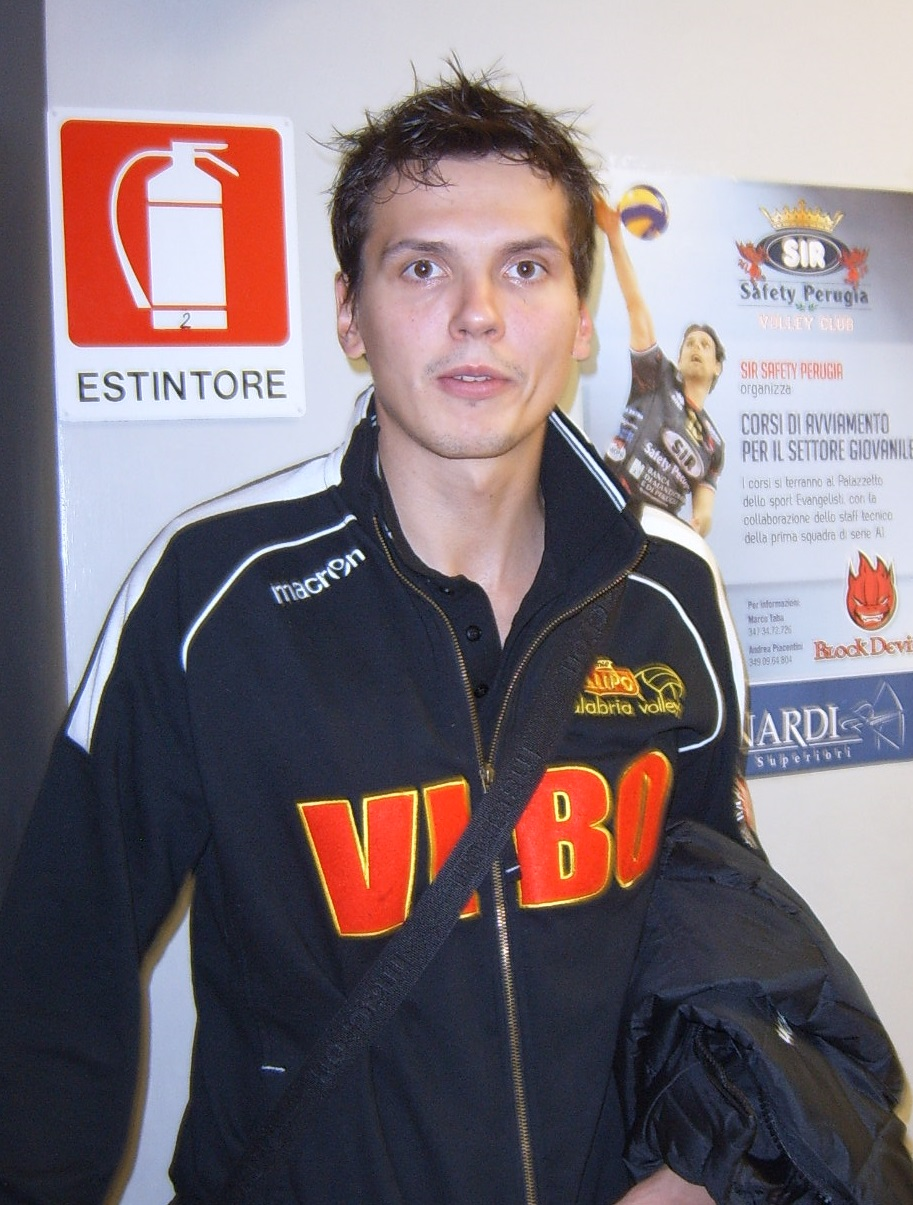
František Ogurčák zawodnikiem Tonno Callipo Calabrii Vibo Valentia

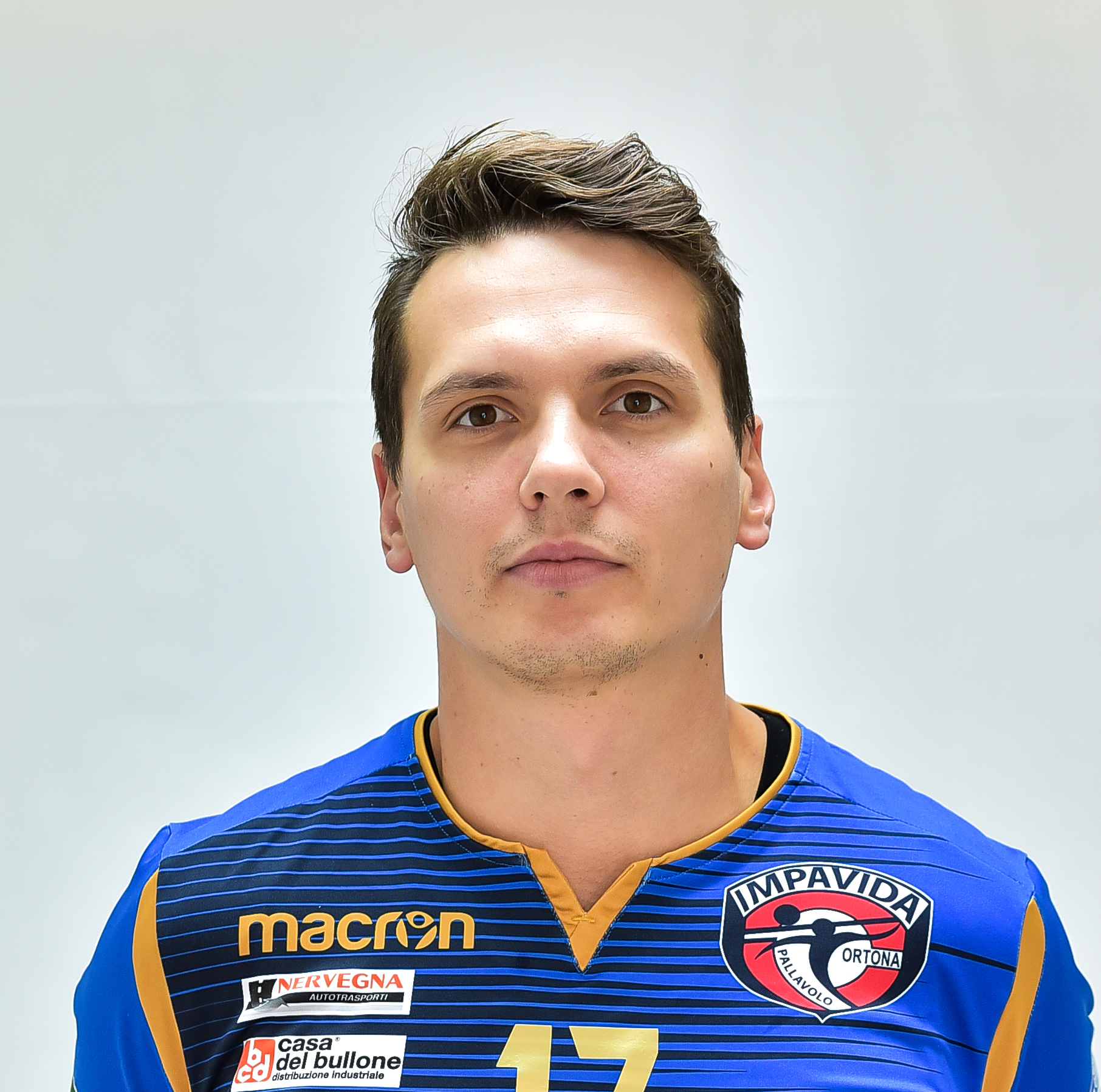
František Ogurčák zawodnikiem Sieco Service Ortona

František Ogurčák (ur. 24 kwietnia 1984 w Nowej Wsi Spiskiej) – słowacki siatkarz grający na pozycji przyjmującego, reprezentant kraju. W reprezentacji Słowacji rozegrał 127 meczów. 

## Kariera klubowa
| Lata                      | Klub                                 |
| Siatkarz                  | Siatkarz                             |
| ------------------------- | ------------------------------------ |
| 2002–2004                 | Matador Púchov                       |
| 2004–2006                 | VK Kladno                            |
| 2006–2008                 | Knack Randstad Roeselare             |
| 2008–2009                 | Bassano Volley                       |
| 2009–2010                 | RPA-LuigiBacchi.it Perugia           |
| 2010–2011                 | Carige Genua                         |
| 2011–2012                 | Sisley Belluno                       |
| 2012–2013                 | Copra Elior Piacenza                 |
| 2013–2014                 | Tonno Callipo Calabria Vibo Valentia |
| 2014–2015                 | Indykpol AZS Olsztyn                 |
| 2015–2016                 | Olympiakos Pireus                    |
| 2017 (do 11.2017)         | VK Ekonóm SPU Nitra                  |
| 2017–2019 (od 17.11.2017) | Sieco Service Ortona                 |
| 2019–                     | VK Spartak Komárno                   |
| Trener                    |                                      |
| 2024–                     | VK Spartak Komárno                   |

## Jako siatkarz

### Sukcesy klubowe
Puchar Słowacji:
- 2003, 2022[3]

Liga słowacka:
- 2003, 2021, 2022[4], 2024[5]
- 2004, 2025[6]

Liga czeska:
- 2005
- 2006

Liga belgijska:
- 2007
- 2008

Superpuchar Belgii:
- 2007

Puchar Challenge:
- 2010, 2013

Liga włoska:
- 2013

Puchar Ligi Greckiej:
- 2016

Puchar Grecji:
- 2016

### Sukcesy reprezentacyjne
Liga Europejska:
- 2008
- 2007

### Nagrody i wyróżnienia
- 2007: Najlepszy zawodnik reprezentacji Słowacji
- 2008: Najlepszy zawodnik reprezentacji Słowacji

## Jako trener

### Sukcesy klubowe
Liga słowacka:
- 2025[7]